# Gäulandschaft
Gäulandschaft bezeichnet eine ebene, baumarme Landschaft im süddeutschen Sprachraum (alemannisch, auch in der Schweiz), typischerweise mit fruchtbaren Böden durch Lössablagerungen (Ausnahme etwa Arme Gäue des baden-württembergischen Gäus), deren intensive Nutzung zum Pflanzenbau ursprünglich vorhandene Wälder (→Klimavegetation – im Gegensatz zur widerlegten Steppenheidetheorie und umstrittenen Megaherbivorenhypothese) verdrängt hat. Die norddeutsche Bezeichnung ist Börde.
Siehe auch:
- Gau – auch zur Etymologie und Begriffsgeschichte von Gäu
- Gäu – Regionen des Namens
- als Gäuplatten bezeichnete Naturräume:
  - Neckar- und Tauber-Gäuplatten
  - Gäuplatten im Maindreieck
  - Werra-Gäuplatten
- Gäuboden
- Altsiedelland | Altsiedellandschaft